# 19e cérémonie des prix Génie
La 19e cérémonie des Prix Génie s'est déroulé le 4 février 1999 pour récompenser les films sortis en 1998.

## Palmarès
Le vainqueur de chaque catégorie est indiqué en gras

### Meilleur court métrage d'animation
- Bingo (en), Chris Landreth
  - Frank the Wrabbit (en), John Weldon (en), Marcy Page (en)